# Agathodes musivalis
Agathodes musivalis is een vlinder uit de familie van de grasmotten (Crambidae), uit de onderfamilie van de Spilomelinae. De wetenschappelijke naam van deze soort is voor het eerst gepubliceerd in 1854 door Achille Guenée.
De spanwijdte van deze soort is ongeveer 38 millimeter. 

## Verspreiding
De vlinder komt voor in Mali, Liberia, Kameroen, Congo-Kinshasa, Oeganda, Kenia, Somalië, Angola, Zambia, Malawi, Mozambique, Zimbabwe, Zuid-Afrika, de Comoren, Madagaskar, Réunion en Mauritius.

## Waardplanten
De rups leeft op diverse soorten Erythrina (Fabaceae) namelijk Erythrina abyssinica, Erythrina caffra,  Erythrina indica en Erythrina variegata.